# داون أندر 2015
داون أندر 2015 (بالإنجليزية: 2015 Tour Down Under)‏ هو سباق دراجات هوائية أقيم بتاريخ 20–25 يناير 2015، تكون السباق من 6 مراحل وامتدّ لمسافة 812.3 كم، استغرق السباق 19 ساعة 15 دقيقة 18 ثانية. فاز به الأسترالي روهان دنيس.

## الترتيب
| م                     | الدرّاج       | البلد    | الزمن                     |
| --------------------- | ------------ | -------- | ------------------------- |
| الفائز بالترتيب العام | روهان دنيس   | أستراليا | 19 ساعة 15 دقيقة 18 ثانية |
| التسلق                | جاك بوبريدجي | أستراليا | -                         |
| أفضل شاب              | روهان دنيس   | أستراليا | -                         |

## روابط خارجية
- داون أندر 2015 على موقع إحصائيات الدراجات الإحترافية (الإنجليزية)